# 1988 год в кино

## Фильмы

### Мировое кино
- «Ариэль»/Ariel, Финляндия (реж. Аки Каурисмяки)
- «Арнольд Шварценеггер — Путь на Мистер Олимпия 1980»/Arnold Schwarzenegger Total Rebuild -The way to Mr.Olympia 1980, США (реж. Джеофф Беннетт)
- «Баловень судьбы»/Itineraire d’un enfant gate, Франция (реж. Клод Лелуш)
- «Бар-закусочная „Будапешт“»/Snack Bar Budapest, Италия (реж. Тинто Брасс)
- «Без предела», США, (реж. Кристофер Кроу)
- «Бесы»/Les Possédés, Франция (реж. Анджей Вайда)
- «Битлджус»/Beetlejuice, США (реж. Тим Бёртон)
- «Близнецы»/Twins, США (реж. Айван Райтман)
- «Большой»/Big, США (реж. Пенни Маршалл)
- «Большой бизнес»/Big Business, США (реж. Джим Абрахамс)
- «Бриолин»/Hairspray, США (реж. Джон Уотерс)
- «Буадэнг — Красный Лотос»/ບົວແດງ, Лаос (реж. Сомок Сутипон)
- «Везучка»/Lucky Stiff, США (реж. Энтони Перкинс)
- «Война Тромы»/Troma’s War, США (реж. Ллойд Кауфман и Майкл Херц)
- «Время цыган»/Дом за вешање, Великобритания-Италия-Югославия (реж. Неманья Эмир Кустурица)
- «Высокие надежды» / High Hopes, Великобритания (реж. Майк Ли)
- «Высшие духи»/High Spirits, США (реж. Нил Джордан)
- «Голубая бездна»/Le Grand Bleu, Франция (реж. Люк Бессон)
- «Голый пистолет»/The Naked Gun, США (реж. Дэвид Цукер)
- «Деловая девушка»/Working Girl, США (реж. Майк Николс)
- «Детские игры»/Child’s Play, США (реж. Том Холланд)
- «Дикий огонь»/Wildfire, США (реж. Залман Кинг)
- «Доктор с чужой планеты»/Dr.Alien, США (реж. Дэвид ДеКото)
- «Драконы навсегда»/飛龍猛將, Гонконг (реж. Саммо Хун)
- «Другая женщина»/Another Woman, США (реж. Вуди Аллен)
- «Железный орёл 2»/Iron Eagle 2, Канада-Израиль (реж. Сидни Фьюри)
- «Женщина на грани нервного срыва»/Mujeres al borde de un ataque de nervios, Испания (реж. Педро Альмодовар)
- «Забавная ферма»/Funny Farm, США (реж. Джордж Рой Хилл)
- «Замужем за мафией»/Married to the Mob, США (реж. Джонатан Демми)
- «Змей и радуга»/The Serpent And The Rainbow, США (реж. Уэс Крэйвен)
- «И Бог создал женщину»/And God Created Woman, США (реж. Роже Вадим)
- «И скрипки умолкли»/I skrzypce przestały grać, Польша (реж. Александр Рамати)
- «Из другого мира»/Not Of This Earth, США (реж. Джим Уайнорски)
- «Измена»/Betrayed, США (реж. Константин Коста-Гаврас)
- «Изюминка»/Punchline, США (реж. Дэвид Зельцер)
- «Камилла Клодель»/Camille Claudel, Франция (реж. Брюно Нюиттен)
- «Каннибалы»/ , Португалия
- «Кингсайз»/Kingsajz, Польша (реж. Юлиуш Махульский)
- «Кобра Верде»/Cobra Verde, ФРГ-Гана (реж. Вернер Херцог)
- «Конфетка»/Sweetie, Австралия (реж. Джейн Кэмпион)
- «Короткий фильм об убийстве»/Krotki film o zabijaniu, Польша (реж. Кшиштоф Кесьлёвский)
- «Красная жара»/Red Heat, США (реж. Уолтер Хилл)
- «Красный гаолян»/红高粱 (Hóng Gāoliáng), КНР (реж. Чжан Имоу)
- «Крепкий орешек»/Die Hard, США (реж. Джон Мактирнан)
- «Кто подставил кролика Роджера»/Who Framed Roger Rabbit, США (реж. Роберт Земекис)
- «Лазутчики»/War Party, США (реж. Фрэнк Роддэм)
- «Легенда о святом пропойце»/La Leggenda del santo bevitore, Италия (реж. Эрманно Ольми)
- «Мадам Сузацка»/Madame Sousatzka, Великобритания-США (реж. Джон Шлезингер)
- «Манифест»/Manifesto, документальный, США-Югославия (реж. Душан Макавеев)
- «Медведь»/L' Ours, Франция-США (реж. Жан-Жак Анно)
- «Миссисипи в огне»/Mississippi Burning, США (реж. Алан Паркер)
- «Мистическая пицца»/Mystic Pizza, США (реж. Дональд Петри)
- «Моя мачеха — инопланетянка» / My Stepmother Is An Alien, США (реж. Ричард Бенджамин)
- «Мстительница»/Lady Avenger, США (реж. Дэвид ДеКото)
- «На пляже»/Beaches, США (реж. Гарри Маршалл)
- «Налево от лифта»/À gauche en sortant de l’ascenseur, Франция (реж. Эдуард Молинаро)
- «Не будите спящего полицейского»/Ne Reveillez Pas Un Flic Qui Dort, Франция (реж. Жозе Пинейро)
- «Невыносимая лёгкость бытия»/The Unbearable Lightness Of Being, США (реж. Филип Кауфман)
- «Неистовый»/Frantic, США-Франция (реж. Роман Полански)
- «Новая рождественская сказка»/Scrooged, США (реж. Ричард Доннер)
- «Новое кино „Парадиз“»/Nuovo Cinema Paradiso, Италия-Франция (реж. Джузеппе Торнаторе)
- «Обезьяньи проделки»/Monkey Shines: An Experiment In Fear, США (реж. Джордж Ромеро)
- «Они живут»/They Live, США (реж. Джон Карпентер)
- «Опасные связи»/Dangerous Liaisons, США (реж. Стивен Фрирз)
- «Отпетые мошенники»/Dirty Rotten Scoundrels, США (реж. Фрэнк Оз)
- «Отсчёт утопленников»/Drowning by Numbers, Великобритания-Нидерланды (реж. Питер Гринуэй)
- «Пальцы в животе»/Les Doigts dans le Ventre, Франция (реж. Франсуа Озон)
- «Пейзаж в тумане»/Topio stin omichli, Греция-Франция (реж. Теодорос Ангелопулос)
- «Пелле-завоеватель»/Pelle erövraren, Дания (реж. Билле Аугуст)
- «Перекрёсток двух лун»/Two-Moon Junction, США (реж. Залман Кинг)
- «Питон и волк»/Python Wolf, США-Канада (реж. Уильям Фридкин)
- «Поваккаци»/Powaqqatsi, США (реж. Годфри Реджио)
- «Погоня за призраком»/Ghost Chase, ФРГ (реж. Роланд Эммерих)
- «Пока не высохнут слёзы»/旺角卡門, Гонконг (реж. Вонг Карвай)
- «Посланник смерти»/Messenger Of Death, США (реж. Джей Ли Томпсон)
- «Последнее искушение Христа»/The Last Temptation Of Christ, США (реж. Мартин Скорсезе)
- «Последний танец Саломеи»/Salome’s Last Dance, Великобритания (реж. Кен Рассел)
- «Президио»/The Presidio, США (реж. Питер Хайамс)
- «Призраки Содома»/Il Fantasma di Sodoma, Италия (реж. Лучо Фульчи)
- «Приключения барона Мюнхгаузена»/The Adventures Of Baron Munchausen, Великобритания-ФРГ (реж. Терри Гиллиам)
- «Прикосновение смерти»/Quando Alice ruppe lo specchio, Италия (реж. Лучо Фульчи)
- «Прощание с королём»/Farewell To The King, США (реж. Джон Милиус)
- «Птица»/Bird, США (реж. Клинт Иствуд)
- «Пьяный рассвет»/Tequila Sunrise, США (реж. Роберт Таун)
- «Радиоболтовня»/Talk Radio, США (реж. Оливер Стоун)
- «Рыбка по имени Ванда»/A Fish Called Wanda, США-Великобритания (реж. Чарльз Кричтон)
- «Рэмбо 3»/Rambo III, США (реж. Питер Макдональд)
- «Связанные насмерть»/Dead Ringers, Канада (реж. Дэвид Кроненберг)
- «Семейное фото»/Photo de Famille, Франция (реж. Франсуа Озон)
- «Семь часов до приговора»/Seven Hours To Judgement, США (реж. Бо Бриджес)
- «Смертельный список»/The Dead Pool, США (реж. Бадди Ван Хорн)
- «Студентка»/L’etudiante, Франция-Италия (реж. Клод Пиното)
- «Танец проклятых»/Dance Of The Damned, США (реж. Роджер Корман)
- «Тень ворона»/Í skugga hrafnsins, Исландия (реж. Храфн Гуннлаугссон)
- «Трибунал над бунтовщиком с „Кейна“»/The Caine Mutiny Court-Martial, США (реж. Роберт Олтмен)
- «Тыквоголовый»/Pumpkinhead, США (реж. Стэнли Уинстон)
- «У неё будет ребёнок»/She’s Having A Baby, США (реж. Джон Хьюз)
- «Убить священника»/To Kill A Priest / Le Complot, США-Франция (реж. Агнешка Холланд)
- «Удовлетворение»/Satisfaction, США (реж. Джоан Фриман)
- «Уиллоу»/Willow, США (реж. Рон Ховард)
- «Фантоцци уходит на пенсию»/Fantozzi va a la pensione, Италия (реж. Нери Паренти)
- «Франциск»/Francesco, Италия-ФРГ (реж. Лилиана Кавани)
- «Хануссен»/Hanussen, Венгрия-ФРГ-Австрия (реж. Иштван Сабо)
- «Цвета»/Colors, США (реж. Деннис Хоппер)
- «Человек дождя»/Rain Man, США (реж. Барри Левинсон)
- «Чертёнок»/Il Piccolo Diavolo, Италия (реж. Роберто Бениньи)
- «Чёрный орёл»/Black Eagle, США (реж. Эрик Карсон)
- «Юг»/Sur, Аргентина — Франция (реж. Пино Соланас)

### Советское кино

#### Художественно-игровое кино

##### Фильмы Азербайджанской ССР
- «Мужчина для молодой женщины», (реж. Джахангир Мехтиев)

##### Фильмы Белорусской ССР
- «Благородный разбойник Владимир Дубровский», (реж. Вячеслав Никифоров)
- «Воля Вселенной», (реж. Дмитрий Михлеев)
- «Государственная граница 7. Солёный ветер», (реж. Геннадий Иванов)
- «Государственная граница 8. На дальнем пограничье», (реж. Геннадий Иванов)
- «Кошкодав Сильвер»
- «Меня зовут Арлекино», (реж. Валерий Рыбарев)
- «Мудромер»
- «Наш бронепоезд», (реж. Михаил Пташук)
- «Повестка в суд»
- «Праздник», (реж. Владимир Толкачиков)
- «Уроки белорусского»
- «Филиал»

##### Фильмы Грузинской ССР
- «Ашик Кериб», (реж. Давид Абашидзе и Сергей Параджанов)
- «Житие Дон Кихота и Санчо», (реж. Резо Чхеидзе)
- «Последняя молитва Назарэ», (реж. Леван Тутберидзе)
- «Преступление свершилось», (реж. Нана Мчедлидзе)

##### Фильмы Казахской ССР
- «Игла», (реж. Рашид Нугманов)

##### Фильмы Молдавской ССР
- «Диссидент», (реж. Валерий Жереги)

##### Фильмы РСФСР
- «Артистка из Грибова», (реж. Леонид Квинихидзе)
- «Асса», (реж. Сергей Соловьёв)
- «Аэлита, не приставай к мужчинам», (реж. Георгий Натансон)
- «Бомж. Без определённого места жительства», (реж. Николай Скуйбин)
- «Будни и праздники Серафимы Глюкиной», (реж. Ростислав Горяев)
- «В одной знакомой улице», (реж. Александр Козьменко)
- «Вам что, наша власть не нравится?!», (реж. Анатолий Бобровский)
- «Воры в законе», (реж. Юрий Кара)
- «Вы чьё, старичьё?», (реж. Иосиф Хейфиц)
- «Город Зеро», (реж. Карен Шахназаров)
- «Господин оформитель», (реж. Олег Тепцов)
- «Гулящие люди», (реж. Илья Гурин)
- «Двое и одна», (реж. Эдуард Гаврилов)
- «День ангела», (реж. Сергей Сельянов)
- «Динара», (реж. Виктор Титов)
- «Дорогая Елена Сергеевна», (реж. Эльдар Рязанов)
- «Ёлки-палки!», (реж. Сергей Никоненко)
- «Жена керосинщика», (реж. Александр Кайдановский)
- «Защитник Седов», (реж. Евгений Цымбал)
- «История одной бильярдной команды», (реж. Себастьян Аларкон)
- «Куколка», (реж. Исаак Фридберг)
- «Маленькая Вера», (реж. Василий Пичул)
- «Мисс миллионерша», (реж. Александр Рогожкин)
- «На помощь, братцы!», (реж. Иван Василев)
- «Новые приключения янки при дворе короля Артура», (реж. Виктор Гресь)
- «Презумпция невиновности», (реж. Евгений Татарский)
- «Раз, два — горе не беда!», (реж. Михаил Юзовский)
- «Роковая ошибка», (реж. Никита Хубов)
- «Серая Мышь», (реж. Владимир Шамшурин)
- «Слуга», (реж. Вадим Абдрашитов)
- «Собачье сердце», (реж. Владимир Бортко)
- «Стукач», (реж. Николай Лырчиков)
- «Трагедия в стиле рок», (реж. Савва Кулиш)
- «Филиал», (реж. Евгений Марковский)
- «Фонтан», (реж. Юрий Мамин)
- «ЧП районного масштаба», (реж. Сергей Снежкин)
- «Чужой», (реж. Годердзи Чохели)
- «Штаны», (реж. Валерий Приёмыхов)
- «Шут», (реж. Андрей Эшпай)

##### Фильмы Эстонской ССР
- «Враг респектабельного общества», (реж. Микк Микивер)

##### Совместное кинопроизводство

###### Двух союзных республик
- «Дни затмения», (реж. Александр Сокуров) (Ленфильм и Троицкий мост)
- «Остров ржавого генерала», (реж. Валентин Ховенко) (ТО Экран и Гостелерадио СССР)

###### Двух стран
- «Большая игра», (реж. Семён Аранович)
- «Пилоты», (реж. Игорь Битюков, Отакар Фука)
- «Сержант», (реж. Станислав Гайдук)
- «Убить дракона», (реж. Марк Захаров)
- «Интердевочка», (реж. Пётр Тодоровский)

##### Фильмы Украинской ССР
- «Бич Божий», (реж. Олег Фиалко и Валерий Тодоровский)
- «Криминальный талант», (реж. Сергей Ашкенази)
- «Приморский бульвар», (реж. Александр Полынников)
- «Передай дальше», (реж. Вадим Ильенко)

#### Мультипликационное кино
- «Остров сокровищ» (реж. Давид Черкасский)

## Телесериалы

### Латиноамериканские сериалы

#### Мексика
- Грех Оюки
- Новый рассвет
- Связанные одной цепью
- Сладкое желание
- Странное возвращение Дианы Саласар
- Цветок и корица

### Советские многосерийные телефильмы
- Узник замка ИФ
- Государственная граница. На дальнем пограничье
- Государственная граница. Солёный ветер

## Телеспектакли
- Про Федота-стрельца, удалого молодца (р/п. З. Алиева).

## Награды
Всесоюзный кинофестиваль
- Главный приз — «История Аси Клячиной, которая любила, да не вышла замуж» Андрея Кончаловского
- Главный приз — «Холодное лето пятьдесят третьего…» Александра Прошкина
- Специальный приз жюри — «Зеркало для героя» Владимира Хотиненко
- Специальный приз жюри — «Перемена участи» Киры Муратовой

Берлинский кинофестиваль
- Золотой медведь — «Красный гаолян» Чжан Имоу (КНР)
- Серебряный медведь — «Комиссар» Александра Аскольдова (СССР)

Каннский кинофестиваль
- Золотая пальмовая ветвь — «Пелле-завоеватель» Билле Аугуста (Дания)

Венецианский кинофестиваль
- Золотой лев — «Легенда о святом пропойце» Эрманно Ольми (Италия)
- Золотая озелла за операторскую работу — Вадим Юсов за фильм «Чёрный монах» Ивана Дыховичного

Профессиональная кинематографическая премия (СССР)
- Лучший игровой фильм — «Покаяние» Тенгиза Абуладзе
- Лучшая режиссёрская работа — Тенгиз Абуладзе, фильм «Покаяние»
- Лучшая мужская роль — Автандил Махарадзе в фильме «Покаяние» Тенгиза Абуладзе
- Лучшая женская роль — Зинаида Шарко в фильме «Долгие проводы» Киры Муратовой

Оскар (США)
- Лучший фильм года — «Последний император» Бернардо Бертолуччи

Феликс (Европа) — Первое проведение церемонии European Film Awards, ноябрь 1988 года, Западный Берлин
- Лучший фильм года — «Короткий фильм об убийстве» Кшиштофа Кесьлёвского (Польша)
- Лучшая музыка к фильму — Юрий Ханон за фильм «Дни затмения»

Сезар (Франция)
- Лучший фильм года — «До свидания, дети» Луи Маля (Франция)

Золотой петух (Китай)
- Лучший фильм года — «Красный гаолян» Чжан Имоу
- Лучший фильм года — «Старый колодец»

## Лидеры проката
- «Холодное лето пятьдесят третьего…», (режиссёр Александр Прошкин) — 3 место, 41 800 000 зрителей
- «Десять негритят», (режиссёр Станислав Говорухин) — 6 место, 33 200 000 зрителей
- «Заклятие долины змей», (режиссёр Марек Пестрак) — 7 место, 32 300 000 зрителей
- «Дорогая Елена Сергеевна», (режиссёр Эльдар Рязанов) — 14 место, 15 900 000 зрителей

## Персоналии

### Скончались
- 10 января — Пётр Чернов, советский актёр театра и кино, народный артист СССР (1976).
- 2 марта — Вадим Медведев, советский актёр театра и кино.
- 8 апреля — Борис Владимиров, советский актёр театра и кино.
- 2 мая — Павел Кадочников, советский актёр и режиссёр.
- 4 мая — Олег Жаков, советский актёр театра и кино, народный артист СССР (1969).
- 2 июня — Радж Капур, индийский режиссёр, сценарист, продюсер, актёр.
- 17 сентября — Роман Давыдов, советский режиссёр-мультипликатор.
- 31 декабря — Владимир Козел, советский актёр театра и кино.